# يسري (حالمين)

تعديل مصدري - تعديل

يسري هي إحدى قرى عزلة حبيل الريدة بمديرية حالمين التابعة لمحافظة لحج، بلغ تعداد سكانها 235 نسمة حسب تعداد اليمن لعام 2004.